# تاریخ جزایر ریوکیو

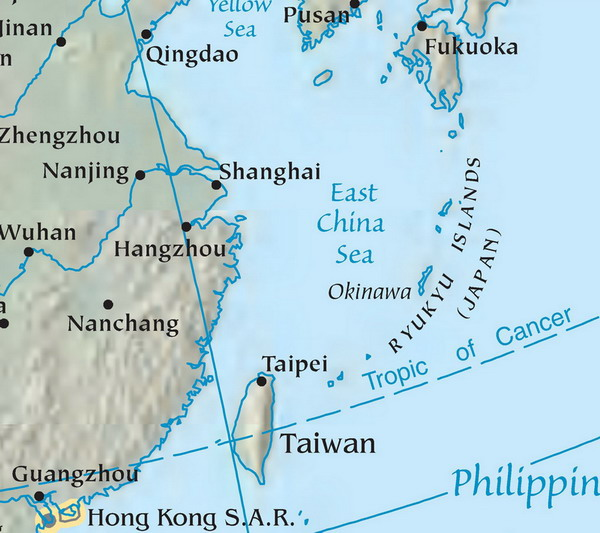
نقشه جزایر ریوکیو، این جزایر در جنوب و مابین کشور ژاپن و تایلند قرار دارد.

تاریخ جزایر ریوکیو یا تاریخ استان اوکیناوا شامل تاریخ جزایر ریوکیو و مردم آن می‌شود و از دوران پیش از تاریخ، تا تاریخ نوین این جزایر را در بر می‌گیرد.

## دوران پیشاتاریخ
در حدود ۱۰٬۰۰۰٬۰۰۰ و ۱٬۵۰۰٬۰۰۰ سال پیش، دو بار جزایر ریوکو به قاره آسیا متصل بوده‌است. در بار اول اتصال این جزیره حیواناتی مانند گوزن و غیره به جزیره وارد شدند. در حال حاضر گربه کوهی ایری‌اوموته که در ایری‌اوموته‌جیما یافت می‌شود، در حدود ۱۰٬۰۰۰٬۰۰۰ پیش به این جزایر وارد شده‌است. کهن‌ترین اسکلت انسان یافت شده در این جزایر مربوط است به اسکلتی که در یاماشتای ناها کشف شده و به نام یاماشتا دوجین شناخته می‌شود. این اسکلت در حدود ۳۲٬۰۰۰ سال قدمت دارد. همین‌طور اسکلت دیگری در منطقهٔ باستان‌شناسی میناتو گاوا یافت شده‌است که میناتو گاواجین نام دارد و در حدود ۱۸٬۰۰۰ سال قدمت دارد. ابزارهای یافت شده از برش استخوان گوزن، نشان می‌دهد که غذای اصلی ساکنان اولیه این جزایر گوزن بوده‌است و به غیر از گوزن از صدف، خرچنگ و پرنده نیز تغذیه می‌شده‌است.

## دوره کایتزوکا
زمانی مابین ۸۰۰ تا ۷٬۰۰۰ سال پیش دوران استفاده از ابزار سنگ یا ظروف سفالی بود. این دوره به نام دوره اوکیناوا کایتزوکا نامیده شده‌است. در این دوره محل زندگانی مردم در کنار سواحل دریا بود. در این دوره مردم توانانی پخت مواد غذایی را داشتند و مواد غذایی در درون ظرف‌های سفالی آب‌پز یا کبابی می‌شدند و همچنین صدف یا استخوان حیوانات برای تزیین استفاده می‌شده‌است. آثار تأثیر فرهنگ مناطق کیوشوی ژاپن، اندونزی، تایوان، شبه جزیره کره و چین در آثار بر جای مانده از این دوره دیده می‌شود. ظروف سفالی بسیاری به سبک دوره یایویی کشف شده‌است که نشان از ارتباط این مردم، با مردم کیوشو دارد. با شروع کاشت برنج این دوره به پایان رسید.

## دوره گوسوکو

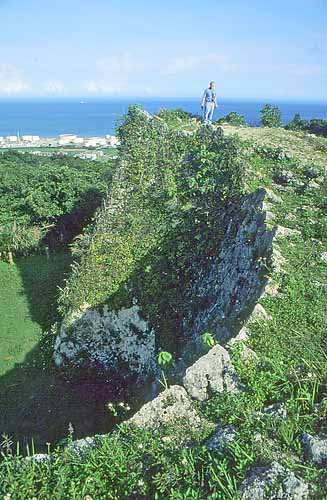
آثار به جای مانده از دیوار یک گوسوکو یا قلعهٔ محل اقامت حکمران

کشت برنج و نگهداری حیوانات اهلی در سدهٔ ۱۲ آغاز شد. مردم به تدریج کمی از سواحل دریا فاصله گرفتند و محل زندگی خود را به نواحی داخلی‌تر انتقال دادند. انواع کارد و کورهٔ ابزارهای کشاورزی و تیر آهنی از این دوران کشف شده‌است. استفاده از آهن نسبت به خاک اصلی ژاپن، با ۱۰ سده تأخیر آغاز شده‌است. با رواج کاشت برنج جمع شدن چندین خانواده و زندگی و آن‌ها در کنار یکدیگر شد. تمایل این گروه‌های کوچک به زندگی در محل‌هایی که تهیهٔ آب و زمین مناسب برای کشاورزی مساعدتر از دیگر نقاط بود، باعث به وجود آمدن گروه‌های اجتماعی بزرگتری شد. از دل این اجتماع بالاخره شخصی مدیریت آباد کردن زمین‌های بایر، انجام کارهای کشاورزی یا جنگ با دیگر گروه‌های رقیب را عهده‌دار شد که به زبان محلی به او آجی گفته می‌شد. از سده ۱۲ تا سده ۱۵، قلعه‌هایی به نام گوسوکو به هدف اقامت، توسط حکمرانان یا آجی‌های این نواحی ساخته شدند و به همین سبب این دوره، دوره گوسوکو نامیده می‌شود. تا به حال آثار باقی‌مانده از تقریباً ۱۷۰ گوسوکو در خاک اصلی جزیره اوکیناوا و جزایر اطراف آن یافت شده‌است.

## دوره سان‌زان

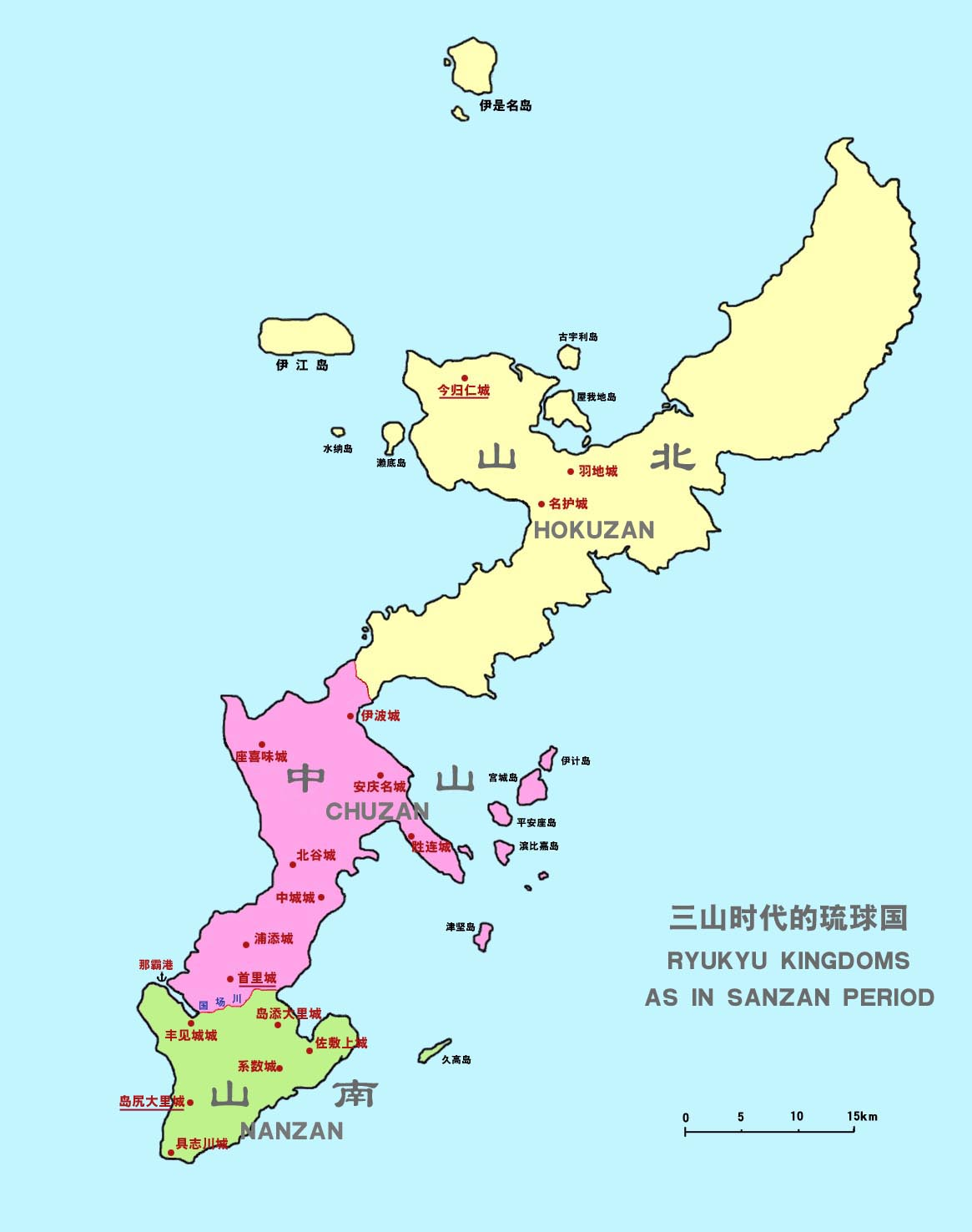
هوکوزان（山北）
چوزان（山中）
نانزان（山南）

در سدهٔ ۱۴ میلادی درگیری بین فرمانروایان محلی یا آجی‌ها بر سر قدرت شدت گرفت. در این دوره جزیره اوکیناوا به سه منطقهٔ جداگانه تقسیم شد. قسمت شمالی جزیره هوکوزان (به ژاپنی: 北山 Hokuzan) به معنی کوه شمالی، قسمت میانی چوزان (به ژاپنی: 中山 Chūzan) به معنی کوه میانی و قسمت جنوبی جزیره نانزان (به ژاپنی: 北山 Hokuzan) به معنی کوه جنوبی نامیده می‌شد. این دوره بنام سانزان (به ژاپنی: 三山時代 Sanzan-jidai) به معنی دوره سه‌کوه نامیده می‌شود. در این سه ناحیه قوی‌ترین آجی به عنوان شاه انتخاب می‌شد. این سه ناحیه با یکدیگر رقابت داشتند و بین نیمه دوم سده ۱۴ تا سدهٔ ۱۵ درگیری‌های کوچکی مابین آن‌ها به وقوع پیوست.
پس از حدود ۹۰ سال سلطهٔ مغول بر چین در سال ۱۳۶۸ سلسله مینگ توانست سلسله یوآن را براندازد. پس از استقرار سلسله مینگ چین، از کشورهای مختلف آسیا خواست که تبعه این کشور شوند. چین در سال ۱۳۷۲ فرستادگانی به چوزان اعزام کرد و پادشه چوزان ساتّو نفوذ سیاسی چین و خراجگزاری به این کشور را پذیرفت. پس از آن در سال ۱۳۸۰ نانزان و سه سال بعد در سال ۱۳۸۳ هوکوزان نیز خراجگزار کشور چین شد.

## پادشاهی ریوکیو

قلعه شوری در ناها

شو هاشی نخستین شاه پادشاهی ریوکیو در سال ۱۴۰۶ میلادی، شاه چوزان را شکست داده و پدر خود را بر جای او نشاند. در سال ۱۴۱۶ به قلعه هوکوزان حمله کرده و شاه این منطقه را شکست داد و سال ۱۴۲۹ با غلبه بر نانزان توانست این سه منطقه را با یکدیگر متحد کرده و شاه هر سه منطقه شود. شو هاشی در شوری، اوکیناوا، به گسترش قلعه شوری پرداخت و در سمت شمالی آن یک برکهٔ آب و در سمت غرب آن با کاشت درختان میوه، باغی احداث کرد. بدین ترتیب قلعه شوری به عنوان اقامتگاه پادشاه و مرکز پادشاهی ریوکیو انتخاب شد.

### اولین دودمان شو
سلسله‌ای که شو هاشی بنیان‌گذار آن بود به نام اولین دودمان شو خوانده می‌شود. در سال ۱۴۵۱ میلادی، در زمان پادشاهی شو کینپوکو، ناها به صورت بندری مجهز جهت بازرگانی خارجی درآمد. پس از آن در شورش‌های پی‌درپی در سال ۱۴۶۹ کانامارو توانست قدرت را غصب کند. با سقوط دولت قبلی، دوره دای‌ایچی شوشی پایان یافت.

### دومین دودمان شو

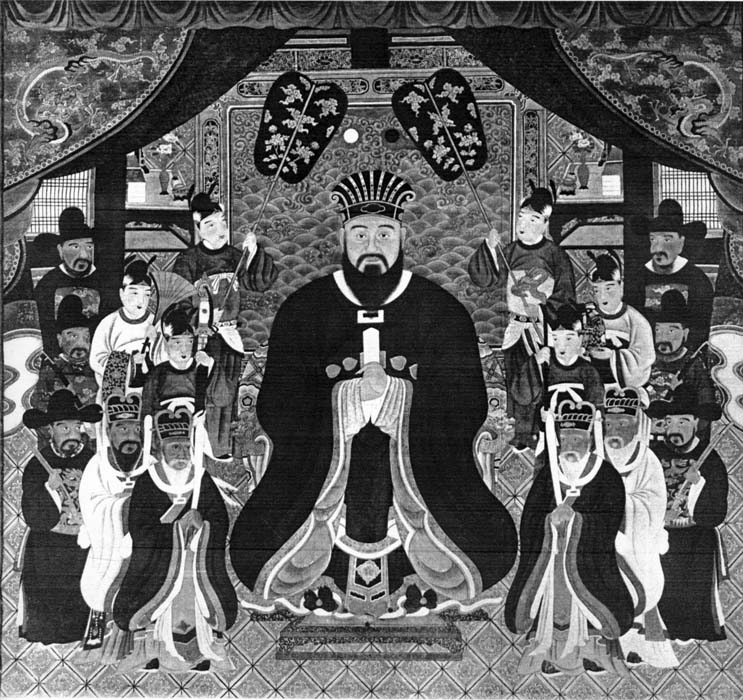
پادشاه شو شین در دوران طلایی پادشاهی ریوکیو

کانامارو پس از ربودن قدرت به نام شو اِن بر مسند پادشاهی نشست. سلسله‌ای که توسط او بنیان‌گذاری شد، به نام دومین دودمان شو خوانده می‌شود. این سلسله تا دوره میجی ادامه داشت. در زمان سومین شاه از سلسلهٔ دای‌نی شوشی بنام شو شین دوران طلایی پادشاهی ریوکیو آغاز شد. شو شین در سال ۱۴۷۷ بر مسند پادشاهی نشست او ابتدا حکمرانان یا آجی‌های مناطق را در شهر شوری سکونت داده و تمامی سلاح‌ها را در کشور ضبط و جمع‌آوری کرد. بدین ترتیب تا سدهٔ ۱۷ میلادی و حملهٔ شیمازو از کیوشو به این جزایر، مردم اوکیناوا فاقد هرگونه سلاح بودند و در صلح و آرامش زندگی می‌کردند. سپس شو شین سیستم طبقاتی شدیدی را برقرار کرد و به تحکیم قدرت پادشاه پرداخت.

### زیر سلطهٔ قلمروی ساتسومای ژاپن ۱۸۷۲ – ۱۶۰۹
در سال ۱۵۹۷ امپراتور ژاپن، تویوتومی هیده‌یوشی دو بار به شبه جزیره کره لشکرکشی کرد. در این هنگام به قلمروی ساتسوما و پادشاهی ریوکیو امر داد که جهت لشکرکشی مواد غذایی و سرباز فراهم کنند. از آنجا که پادشاهی ریوکیو کشوری مستقل بود طبیعتاً به امر او گردن ننهاد و به فرمان جواب رد داد. به این علت توکوگاوا باکوفو که پس از هیده‌یوشی فرمانروایی ژاپن را عهده‌دار شد به پادشاهی ریوکیو که فاقد هرگونه سلاح و نیروی دفاعی بود، حمله کرد. در پایان حمله فرمانروای قلمروی ساتسوما، شیمازو تاداتسونه پادشاه وقت ریوکیو شو نی را اسیر کرده به ادو فرستاد. در نتیجه ۵ جزیره از جزایر ریوکیو به قلمروی شیمازو ملحق شد. همچنین ۱۵ شرط به پادشاهی ریوکیو تحمیل شد از آن جمله که بازرگانی با کشور چین ممنوع شد. همچنین برای انجام دادوستد اجازهٔ فرماندار ساتسوما ضروری اعلام شده و استفاده از واحد اندازه‌گیری ژاپنی جایگزین واحد اندازه‌گیری قبلی ریوکیو شد.
پس از این حمله به سبب مالیات‌های سنگین و شرایط سختی که توسط فرماندار ساتسوما به مردم تحمیل شده بود، از نظر اقتصادی مردم ریوکیو در مضیقه بودند و به سختی زندگی می‌کردند. در اواخر سده ۱۷ سیاستمداری بنام هانِجی چُوشو اصلاحاتی برای بهبود وضع اقتصادی مردم انجام داد. در نتیجه در سدهٔ ۱۸ میلادی کشاورزی و کشت درخت در جزیره بسیار پیشرفت کرد. در سدهٔ ۱۹ میلادی رفت‌وآمد کشتی‌های آمریکایی و اروپایی به ریوکیو آغاز شد. این جزیره محل مناسبی برای تهیه غذا و آب برای سرنشینان این کشتی‌ها بود. در سال ۱۸۵۳ ناوگان نظامی ناخدا پری آمریکایی در ریوکیو لنگر انداخت و ناخدا پری پس از ملاقات با پادشاه ریوکیو رهسپار اوراگا (در استان کاناگاوا) شد. سال بعد پس از بسته شدن عهدنامه کاناگاوا، دوران انزوای ژاپن به اتمام رسید.

### قلمروی اوکیناوا

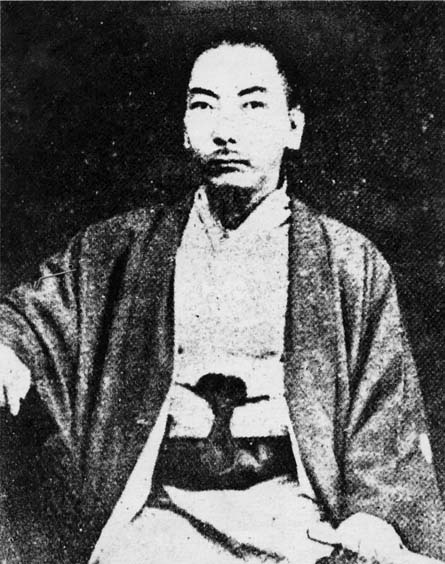
شو تای آخرین پادشاه پادشاهی ریوکیو

در سال ۱۸۶۸ شوگون‌سالاری توکوگاوا یا دولت ادو باکوفو سقوط کرد و جای خود را به دولت دوره میجی داد. در سال ۱۸۷۲ دولت میجی روابط سیاسی ۵۰۰ ساله بین چین و ریوکیو را قطع کرد همچنین پادشاهی ریوکیو را نیز الغا کرده نام آن را به قلمروی ریوکیو تغییر داد. پادشاه ریوکیو شو تای نیز به فرمانداری قلمروی ریوکیو منصوب شد. در سال ۱۸۷۹ ماتسو میچی‌یوکی طرحی به عنوان الغای قلمروی ریوکیو را پیشنهاد کرد و با تصویب آن نام قلمروی ریوکیو به استان اوکیناوا تغییر پیدا کرد. اعتراض شدید مردم ریوکیو نسبت به این اقدام دولت ژاپن، منجر به اعزام نیروهای نظامی از طرف دولت میجی شد. در حدود ۱۶۰ پلیس و ۴۰۰ نفر ارتشی اعزام شده به قلعهٔ شوری وارد شدند و قلعه را تحت تصرف خود درآوردند. بدین ترتیب پادشاهی ۵۰۰ سالهٔ ریوکیو از میان برداشته شد.
پس از الغای پادشاهی ریوکیو، شو تای آخرین پادشاه ریوکیو مجبور به سکونت در توکیو شد. دودمان چینگ حاضر به پذیرش الحاق ریوکیو به ژاپن نشد و پناهندگان ریوکیویی در چین نیز خواستار حمایت این کشور از استقلال ریوکیو بودند. دو کشور در مورد جزایر وارد مذاکره شدند و در نهایت پیشنهاد ژاپن مبنی بر تقسیم جزایر بین دو کشور مورد توافق چین قرار گرفت اما به علت مخالفت شدید پناهندگان ریوکیویی در چین موافقت‌نامه به امضاء نرسید. سپس چین درگیر جنگ‌های مرزی با روسیه شد. پس از آن نیز نخستین جنگ چین و ژاپن (۱ اوت ۱۸۹۴ تا ۱۷ آوریل ۱۸۹۵) آغاز شد. ژاپن در این جنگ توانست بخش‌هایی از خاک چین از جمله تایوان را تصرف کند بنابراین چین قدرت و موقعیت قبلی خود را برای اعمال نفوذ در این موضوع از دست داد.

## استان اوکیناوا، ۱۹۴۵ – ۱۸۷۹
پس از تشکیل استان اوکیناوا در همین حال نظام‌های نادرست بسیاری از قبل باقی‌مانده بود. یکی از نظام‌های باقی‌مانده نحوهٔ پرداخت مالیات بود. در این زمان در خاک اصلی ژاپن قانون اساسی تصویب شده و مجلس نیز تشکیل شده بود اما با این وجود کشاورزان اوکیناوا از سنگینی مالیات در رنج بود. کشاورزان با فرستادن چند نفر به توکیو شکایت خود را نسبت به نحوهٔ سیستم مالیات به دولت اعلام کردند. این شکایت در مجلس ژاپن مورد بررسی قرار گرفت و در سال ۱۹۰۳ مجلس با لغو نظام مالیات قبلی، در سیستم مالیات تغییراتی به نفع کشاورزان منطقه به وجود آورد.
از آنجائیکه محل درآمد بسیاری از کشاورزان اوکیناوا از کاشت شکر و فروش آن بود. در جنگ جهانی اول قیمت شکر به‌شدت ترقی کرد و باعث رفاه کشاورزان منطقه شد. با پایان یافتن جنگ صادرات شکر از این استان کاهش یافته و به تبعیت از آن قیمت شکر نیز کاهش یافت و استان را بحران اقتصادی فراگرفت. بانک‌ها و شرکت‌های خصوصی ورشکست شدند و پرداخت مالیات برای مردم مشکل شد اما مردم با کوشش خود توانستند بر این بحران فائق شوند.

### جنگ جهانی دوم

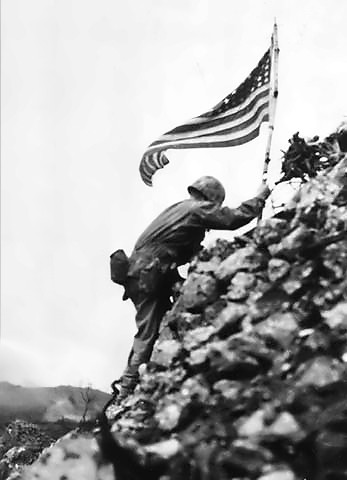
به اهتزاز درآوردن پرچم آمریکا در قلعه شوری در اوکیناوا

در هشتم ژانویه سال ۱۹۴۱، ژاپن به بندر پرل هاربر حمله کرد و به دنبال آن جنگ با ایالات متحده آمریکا و ژاپن آغاز شد. در آغاز ارتش سلطنتی ژاپن به پیروزی‌های بسیاری دست یافت اما بعد شرایط به ضرر ژاپن تغییر کرده و قدم به قدم مجبور به عقب‌نشینی شد. در اواخر جنگ جهانی دوم، ژاپن که از حملهٔ آمریکا به نواحی مرکزی ژاپن بیمناک بود اوکیناوا را به عنوان محل مصاف با ارتش آمریکا و به قصد ضعیف کردن این نیرو انتخاب کرد. در ۲۶ مارس ۱۹۴۵ آمریکا در غرب ناها نیرو پیاده کرد. به دنبال آن در روز اول آوریل نیز در از طرف ساحل جزیره اوکیناوا به این جزیره وارد شد. نیروهای ژاپنی در اطراف قلعه شوری جهت مقابله در برابر نیروهای آمریکایی مستقر شده بودند اما با وجود مقاومت بسیار شدید ارتش ژاپن، در ماه مه نیروهای آمریکایی تا نزدیک قلعه شوری پیشروی کردند.
پس از حمله آمریکا ارتش ژاپن و مردم به طرف جنوب جزیره اوکیناوا گریختند. به علت فرار دست جمعی در حدود ۳۰۰٬۰۰۰ نفر بطرف منطقهٔ کوچکی در این جزیره هرج و مرج بزرگی بین فراریان به وجود آمد، از جمله واقعه خودکشی‌های دسته‌جمعی اوکیناوا است که در نواحی مختلف به وقوع پیوست. در مدت سه ماه در جنگ شدیدی که درگرفت در حدود ۱۰۰٬۰۰۰ نفر از مردم کشته شدند همچنین کشته شدگان ارتش ژاپن نیز بالغ بر ۹۰٬۰۰۰ نفر بود که در این بین در حدود ۲۴٬۰۰۰ نفر از آنان اهالی استان اوکیناوا بودند. بدین ترتیب در آن زمان استان اوکیناوا در حدود یک چهارم جمعیت خود را از دست داد.

## پس از جنگ

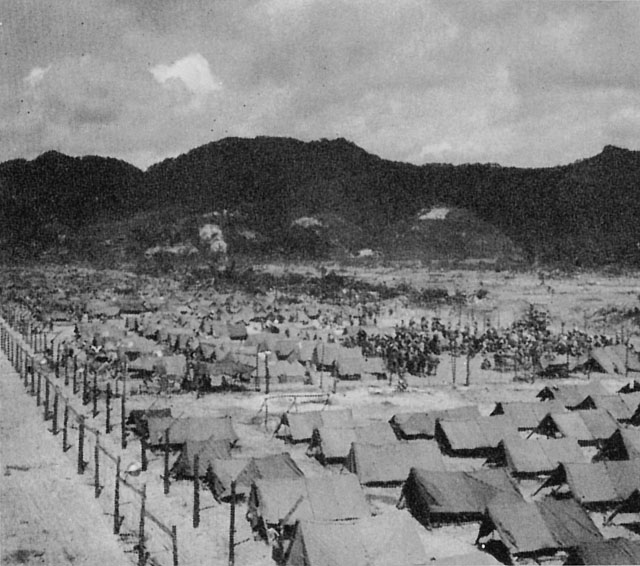
اردوگاهی برای جای دادن هزاران نفر از سربازان ژاپنی که در اواخر نبرد اوکیناوا به محاصره درآمده بودند. (۱۹۴۵)

پس از پایان جنگ مردم اوکیناوا در اردوگاه‌هایی که بر پا شده بود اسکان داده شدند و در عوض کار برای ارتش آمریکا لباس یا غذا دریافت می‌کردند. پس از مدتی به مردم اجازه برگشت به محل زندگی‌شان داده شد اما تا جایی که چشم کار می‌کرد چیزی جز ویرانی و زمین‌های سوخته در استان دیده نمی‌شد به غیر از این زمین برخی از مردم نیز برای ساخت پایگاه‌های آمریکایی تصرف شده بود. در سال ۱۹۵۱ در قرارداد سانفرانسیسکو استان اوکیناوا درحالی‌که به عنوان بخشی از خاک ژاپن بود، تحت تسلط آمریکا قرار گرفت. پس از آن آمریکا به‌طور جدی گسترش پایگاه‌های خود را آغاز کرد و با توسل به زور به تصاحب زمین پرداخت و حوادث و ناامنی بسیاری توسط نیروهای آمریکایی ایجاد شد. مردم اوکیناوا فاقد هر گونه تضمینی بودند و ناامنی و عدم آزادی موجب ناخوشنودی مردم بود. از آنجائیکه به جز کشاورزی صنایع دیگری در اوکیناوا وجود نداشت. برخی از مردم برای دریافت حقوق در پایگاه‌های آمریکایی شروع به کار کردند. در زمان اشغال اوکیناوا توسط آمریکا مردم نمی‌توانستند که آزادانه کتاب چاپ کنند یا به خاک مرکزی ژاپن رفت‌وآمد داشته باشند. از طرفی دیگر محاکمهٔ اتباع آمریکایی که جرمی را مرتکب شده بودند نیز مجاز نبود. بالاخره خشم مردم در اثر عملکرد آمریکا منجر تشکیل انجمن‌های معترض و بروز تظاهرات اعتراضی در این استان شد. در سال ۱۹۵۹ سقوط جت ارتش آمریکا بر روی یک مدرسهٔ ابتدایی باعث کشته و زخمی شدن تعدادی از دانش آموزان شد. این حادثه بار دیگر خطرات و دشواری‌های زندگی در کنار پایگاه‌های نظامی را به مردم اوکیناوا یادآوری کرد. در پانزدهم ماه مه سال ۱۹۷۲ اوکیناوا بار دیگر به ژاپن باز پس داده شد.

## جدول زمان‌بندی دوران‌ها
| تقویم میلادی                                    | دوران                                                                                                 |
| ----------------------------------------------- | --- |
| چند صد هزار سال پیش ｜ تقریباً ۶ هزار سال پیش    | دوران پارینه سنگی                                                                                     |
| تقریباً ۶ هزار سال پیش ｜ سده ۱۲ (میلادی)        | دوره کایتزوکا                                                                                         |
| سده ۱۲ (میلادی) ｜ سده ۱۳ (میلادی)              | دوره گوسوکو                                                                                           |
| سده ۱۴ (میلادی)                                 | دوره سان‌زان (۱۴۲۹ - سده ۱۴)                                                                           |
| سده ۱۵ (میلادی)                                 | اولین دودمان شو (۱۴۶۹ - ۱۴۲۹)                                                                         |
| سده ۱۶ (میلادی) سده ۱۷ (میلادی) سده ۱۸ (میلادی) | دومین دودمان شو (۱۸۷۹ - ۱۴۶۹) زیر سلطهٔ قلمروی ساتسوما (۱۸۷۲ - ۱۶۰۹)                                   |
| سده ۱۹ (میلادی)                                 | دوره میجی (۱۹۶۸ - ۱۹۱۲)                                                                               |
| سده ۲۰ (میلادی)                                 | دوره تایشو (۱۹۱۲ - ۱۹۲۶) (دوره شووا ۱۹۸۹ - ۱۹۲۶) اوکیناوا تحت حکومت ایالات متحده آمریکا (۱۹۷۲ - ۱۹۴۵) |
| سده ۲۱ (میلادی)                                 | دوره هیسه‌ای (- - ۱۹۸۹)                                                                                |